# Mary Way

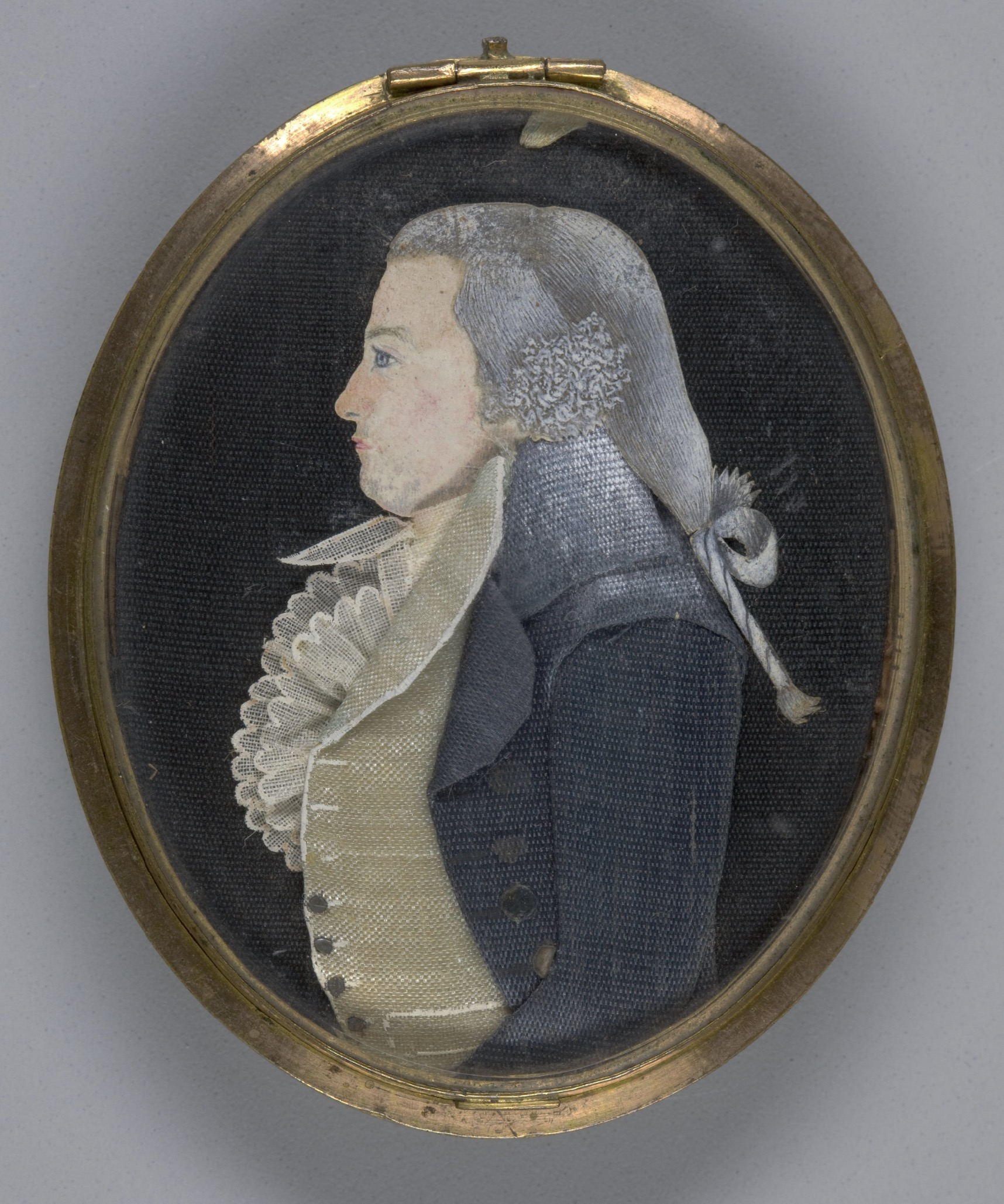
Mary Way: Porträt eines Gentleman, um 1800, mit Stoff Applikationen. Yale University Art Gallery

Mary Way (* 1769 in New London, Connecticut; † 1833 ebenda) war eine amerikanische Miniaturmalerin. Sie zählt zu den ersten professionellen Malerinnen in den frühen USA und ist berühmt für ihre einzigartigen „Dressed Miniatures“.

## Leben
Sie wurde 1769 in New London, Connecticut, als Tochter des Kaufmanns Ebenezer Way und Mary Taber geboren. Ihre Mutter starb früh, sodass Mary überwiegend vom Vater und ihrer Tante Hannah aufgezogen wurde. Vermutlich erhielt sie Unterricht an einer Mädchenschule in Connecticut, möglicherweise an der Lucy Carew School, obwohl sie in einem Nachruf als Autodidaktin bezeichnet wird. In den 1790er Jahren begann sie in New London ihre Karriere als Porträtminiaturistin. Sie erwarb sich durch ihre dekorativen Porträts, die wie Textilien gearbeitet waren, rasch einen Ruf im örtlichen Elitekreis. Im Jahr 1809 eröffnete sie in New York City eine Schule für junge Frauen, in der sie Malerei, Lesen, Schreiben und Nähen lehrte.
1811 zog Mary nach New York City, wo sie weiterhin Porträtminiaturen auf Elfenbein oder Glas anbot und Zeichenunterricht gab. In ihren Anzeigen bot sie auch Landschaften und Ansichten von Landsitzen an. Trotz gewisser Anerkennung war sie oft finanziell in Not. 1818 wurde sie in der American Academy of the Fine Arts ausgestellt und eine Benefizausstellung ermöglichte es ihr, ihre Schulden zu begleichen und nach New London zurückzukehren. Ab etwa 1820 verlor Mary infolge eines Glaukoms ihr Augenlicht. Sie gab ihre Tätigkeit als Malerin auf und kehrte nach New London zurück, wo sie bis zu ihrem Tod im November 1833 lebte. Sie blieb unverheiratet und genoss in ihren letzten Jahren die Gesellschaft von Familie und Freunden. Sie beschäftigte sich mit Literatur und Musik.

## Werk
Mary Way war eine Pionierin des Genres der Porträtminiaturen im frühen Amerika. Sie fertigte kleine Porträts, meist Aquarelle auf Elfenbein, an. Besonders bekannt ist sie jedoch für ihre einzigartigen „Dressed Miniatures“: Porträts auf Papier, die mit winzigen Stoff-, Spitzen-, Seiden- oder Leinenstücken beklebt und teils bemalt wurden, um Kleidung zu simulieren. Das Ergebnis sieht aus wie eine zweidimensionale Puppe mit Stoffkleid.
Dieses Verfahren setzte sie vor allem in den 1790er Jahren in New London ein. Nach heutigem Kenntnisstand ist sie die einzige amerikanische Miniaturistin, die diese Technik nutzte. Zwischen ca. 1790 und 1805 entstanden rund drei Dutzend solcher Stücke, die meist im Umfeld städtischer Patrizierfamilien entstanden. Nach ihrem Umzug nach New York widmete sie sich intensiver der konventionellen Miniaturmalerei mit Aquarellfarben auf Elfenbein oder Glas. In Anzeigen sind Porträts und Landschaften zu sehen, die sie in dieser Technik malte. Ihre Farbgebung blieb eher zurückhaltend und folgte nicht dem modernen Trend zu helleren, größeren Formaten. Nur ein einziges Gemälde, ein Porträt ihres Cousins Charles Holt, ist mit ihrer Signatur bekannt.
Ihre Vorlagen wählte sie häufig unter den Mitgliedern ihrer Kirche in New York oder aus bekannten Familien von New London. Zu ihnen gehörten möglicherweise Theodosia Burr oder Theodosia Bartow Burr sowie ihre Vertrauten John Wesley Jarvis, Anson Dickinson und Samuel Lovett Waldo.
Nach ihrem Tod geriet Mary Ways Werk weitgehend in Vergessenheit. Erst in den 1990er Jahren wurde es durch den Kunsthistoriker William Lamson Warren neu entdeckt. Später folgten weitere Forschungen durch Brian Ehrlich und Tanya Pohrt, die auch zur Ausstellung The Way Sisters: Miniaturists of the Early Republic im Lyman Allyn Art Museum führten. Werke von Mary Way befinden sich heute im Metropolitan Museum of Art in New York, im Lyman Allyn Art Museum in New London, im Florence Griswold Museum in Old Lyme sowie in Privatbesitz.